# اچ‌ام‌اس سوپرب (۱۸۴۲)
اچ‌ام‌اس سوپرب (۱۸۴۲) (به انگلیسی: HMS Superb (1842)) یک کشتی بود که طول آن ۱۹۰ فوت (۵۸ متر) بود. این کشتی در سال ۱۸۴۲ ساخته شد.